# Daniel B. St. John
Daniel Bennett St. John (* 8. Oktober 1808 in Sharon, Connecticut; † 18. Februar 1890 in New York City) war ein US-amerikanischer Politiker. Zwischen 1847 und 1849 vertrat er den Bundesstaat New York im US-Repräsentantenhaus.

## Werdegang
Daniel Bennett St. John wurde ungefähr vier Jahre vor dem Ausbruch des Britisch-Amerikanischen Krieges in Sharon geboren und wuchs dort auf. Danach ging er kaufmännischen Geschäften nach sowie 1831 Immobiliengeschäften in Monticello. 1840 saß er in der New York State Assembly.
Politisch gehörte er zu jener Zeit der Whig Party an. Bei den Kongresswahlen des Jahres 1846 für den 30. Kongress wurde St. John im neunten Wahlbezirk von New York in das US-Repräsentantenhaus in Washington, D.C. gewählt, wo er am 4. März 1847 die Nachfolge von Archibald C. Niven antrat. Er schied nach dem 3. März 1849 aus dem Kongress aus.
Nach seiner Kongresszeit zog er nach Newburgh. Er nahm 1860 als Delegierter an der Constitutional-Union National Convention teil. Im Jahr 1860 kandidierte er erfolglos als Demokrat für den 37. Kongress. Er saß dann 1875 im Senat von New York. Im folgenden Jahr nahm er als Delegierter an der Democratic National Convention in St. Louis teil. St. John war Chief Registrar im New York State Banking Department. Er verstarb am 18. Februar 1890 in New York City und wurde dann auf dem Woodlawn Cemetery in Newburgh beigesetzt.